# ブレイブサーガ 新章 アスタリア
『ブレイブサーガ 新章 アスタリア』（ブレイブサーガ しんしょう アスタリア）は、2001年1月26日に発売された、ゲームボーイカラー用コンピュータRPGである。
ブレイブサーガシリーズの最新作として作られたが、設定はプレイステーション版とやや異なる。

## 概要
勇者シリーズをはじめ、タカラが作っていたロボット系玩具を一堂に集めた作品。トミーとは合併前ではあるものの友好的な関係であったため、エルドランシリーズも参戦している。
また、ロボットアニメではない『鎧伝サムライトルーパー』が新たに参戦していることも大きな特徴と言える。

## あらすじ
人々の心が平和に満たされ、文明と自然とが穏やかな調和で満たされた世界アスタリア
かつて、そこには「争い」という言葉はなく、人間同士の「争い」も国同士の「争い」も、そして、人とロボット同士の「争い」もここに住む人々には無縁のものであった。この地に巣くう悪の心は全て「魔人」の中に閉ざされこの世界に「悪」は存在しなかったのだ。
しかし……それから幾年月……人の心は変わっていた。
少年とロボットが起こした「偶然」が、唯一の「悪」を蘇らせる。「正義の力」を喰らい、己の「悪の力」を撒き散らす「魔人デモン・ジャーキン」その力は一瞬にしてアスタリア全体を暗雲で覆い包み、人々から「正義の心」を奪ってしまった。アスタリアは「恐怖」と「混乱」に溢れはじめる。
少年とロボット……世界に「暗黒の闇」をもたらしてしまった原因。彼らは魔人「デモン・ジャーキン」を倒し、アスタリアに平和を取り戻すことが出来るのか？

## 登場人物・アスタリアの住民達
物語の舞台となる惑星・アスタリアではロボットと人間が共存して暮らしている。
よって、この項目ではあえて【メカニック】という項目は使用せず、登場人物というくくりで紹介する。
アスタリアの住民は人・ロボット関わらず一緒に野球が出来るという冒頭説明から両者の身長誤差という物はほぼ無いかのように説明している。逆に他の次元（ダンジョン）へ行くと「その次元によって身長の概念が異なり大きさが変化する」(最初に仲間になるバーンの言葉)という説明がある為、アスタリア住民の正式な身長と、人間サイズ～三十メートルの勇者達の身長がどうなっているのかの説明が無い。

### 人間側主人公
『新章 アスタリア』では、双子の兄妹のどちらかを主人公に選択する事で台詞が微妙に変化する。選ばなかった子供は冒頭でゼッターと一緒に誘拐される。彼らの父親は、王国警備隊の隊員でファザーの同僚。シリーズ初となる名称のエディットが兄妹ともに可能。
カンタ
男子主人公。元気いっぱいの人間の男の子。
メイ
女子主人公。双子の妹で心優しい少女。

### ロボット側主人公
いわゆる勇者。双子の兄弟でゼッターが兄、ガンバーが弟。共に実年齢が10歳でアスタリアでは何処にでもいるごく普通の小学生。
ガンバー
野球が大好きな、熱血漢にはまだなりきれないやんちゃ坊主。ビークル形態はミニパト。
ゼッターの事は『にいちゃん』、ファザーの事は『とうちゃん』と呼ぶ。身長は2.99mと、勇者の中でも特に小さい。
ゼッター
サッカーが好き。ガンバーよりは落ち着いた性格。ビークル形態は消防車。主人公に選ばなかった子供とセットで誘拐される。
レスキューロボ形態にもなる救急ヘリ、ダブルナインと合体して【ゼッター99】になる。

### その他の人達
アスタリア女王
アスタリアを収める慈愛の象徴。
ファザー
ガンバーとゼッターの父親。元宇宙警察の刑事で現在はアスタリアの王国警備隊の隊員。エクスカイザーの先輩にして友人。冒頭で息子を助けようとして負傷した。
勇者としてはドランに次ぐ子持ち勇者。
かあちゃん（仮名）
ガンバーとゼッターの母親で人間。
ゼロワン
ペットのロボット犬。ガンバーが冒険に出たのをきっかけに、自らの意思で戦闘用に改造された。

### 各・合体形態名
ガンバー01
ガンバーが愛犬ゼロワンと合体した姿。頭身も高くなり、より戦闘向きなスタイルとなった。
ゼッター99
レスキューロボ形態にもなる救急ヘリ、ダブルナインとゼッターが合体した姿。
ゲームには未登場。
ゼッターガンバー
ガンバー01とゼッター99が、ビッグコンドル、プラスジェッターと合体した姿。キーワードは２人揃って「ブラザークロス！」
メイン武装はスターソード。元々はファザーのサポートメカであるビッグコンドルと合体しているため、コアロボでありながらガンバー01とゼッター99は両足に合体する。
ビッグファザー
ファザーがビッグコンドル、ドリル車両型メカ、レスキュー車両型メカ（ともに名称未公開）と合体した姿。姿は見えないが冒頭で登場したものの、ファザーの負傷と同時にドリル車両・レスキュー車両が破損しているため現在は合体不可能。

### 悪
魔人デモン・ジャーキン
ガンバーたちが壊した「まもりのオーブ」から甦った魔人。正義と悪のパワーを集め、アスタリアを支配しようとしている。
使い魔バッツ
ジャーキンの手下。使い魔の名の通り、主に諜報や偵察などをこなすが、戦闘に参加する事もある。戦闘用の姿に変身する事が出来る。

### その他
開発勇者ハヤバーン
体が五つに分かれてアスタリアの各地に散らばっている。全てを集める事により某所で仲間になる。
ハヤバーンガーンへと開発合体できる。

## 参戦作品
- 勇者聖戦バーンガーン
- 勇者エクスカイザー
- 太陽の勇者ファイバード
- 伝説の勇者ダ・ガーン
- 勇者特急マイトガイン
- 勇者警察ジェイデッカー
- 黄金勇者ゴルドラン
- 勇者指令ダグオン
- 勇者王ガオガイガー
- 勇者王ガオガイガーFINAL
- 太陽の牙ダグラム
- 装甲騎兵ボトムズ
- 機甲界ガリアン
- 魔動王グランゾート
- 巨神ゴーグ
- 鎧伝サムライトルーパー
- 絶対無敵ライジンオー
- 元気爆発ガンバルガー
- 熱血最強ゴウザウラー
- 完全勝利ダイテイオー
- 開発勇者ハヤバーン[1]

## サブタイトル
（）：参戦ユニット
- 第1話 勇者の洞窟（バーン）
- 第2話 学びの洞窟
- 第3話 鍾乳洞（烈火のリョウ 光輪のセイジ）
- 第4話 魔界の穴（ライジンオー ガンバルガー）
- 第5話 古の森（シャドウ丸）
- 第6話 大地の祠（ダ・ガーン）
- 第7話 希望の神殿（スペリオン）
- 第8話 希望の神殿（カゲロウ）
- 第9話 天空の塔（エクスカイザー 火鳥勇太郎）
- 第10話 電脳の地下道（ガイン）[3]
- 第11話 オウストラル島（ゴーグ）
- 第12話 フィグの樹海
- 第13話 ケルプの砦（デッカード ビルドタイガー ドラン シルバリオン ダグファイヤー スーパーライナーダグオン シャドーダグオン）[4]
- 第14話 ソウルジャングル（スコープドッグ）
- 第15話 ラビールの湖（アクアビート）
- 第16話 クラジの火口（水滸のシン 金剛のシュウ）
- 第17話 イヒカの遺跡（獅子王ガイ）
- 第18話 ボルネ高原（ダグラム）
- 第19話 アイラの大穴（ゼッター）
- 第20話 アルビエタ海岸（ガオガイガー 超竜神 ビッグボルフォッグ）
- 第21話 マジカの森（アドベンジャー ガリアン）
- 第22話 光の塔（グランゾート ウインザート[5]）
- 第23話 太古の岩山（ゴウザウラー）
- 第24話 ガスパル島
- 第25話 双頭の洞窟（マグナ フラッシュ ウルトラレイカー）[6]
- 第26話 フィグの樹海（ガードダイバー トライボンバー キャプテンシャーク）
- 第27話 ビルド雪原（ゴッドマックス ランドバイソン）
- 第28話 ソウルテイル（サンダーバロン ガーディオン サンダーダグオン）
- 第29話 正義の神殿（シズマ ヴァリオン）
- 第30話 魔界の穴（ダイテイオー）
- 第31話 天空の塔（ライジンオー）
- 第32話 マジカの森（セブンチェンジャー ガンバルガー）
- 第33話 太古の岩山（ブラックマイトガイン ゴウザウラー）
- 第34話 ガスパル島（ギルディオン ダイノガイスト ウサリンMk-Ⅱ）
- 第35話 アルビエタ海岸
- 第36話 正義の神殿

## 攻略本
- ゲームボーイ必勝法スペシャル ブレイブサーガ新章アスタリア ISBN 9784766937435